# World Team Challenge 2006
World Team Challenge 2006 var den femte upplagan av skidskyttetävlingen som avgjordes i mellandagarna inne på och strax utanför fotbollsarenan Veltins-Arena i Gelsenkirchen, Tyskland.
Totalt kom 12 lag till start med 24 tävlande ifrån fem olika europeiska länder. Tyskland, som arrangerar tävlingen, hade tolv deltagare med, Frankrike och Norge hade fyra deltagare var medan Ryssland och Italien hade två deltagare var.
Tävlingen vanns av det norska paret Linda Grubben/Ole Einar Bjørndalen som var 1.06,9 minuter före det franska paret Florence Baverel-Robert/Julien Robert. Det är den största vinstmarginalen i tävlingens historia. Trea kom det tyska paret Martina Glagow/Michael Greis som var 2.15,0 minuter efter.

## Startfält
| Lag | Namn                                      | Land      |
| --- | ----------------------------------------- | --------- |
| 1   | Magdalena Neuner & Michael Rösch          | Tyskland  |
| 2   | Kathrin Hitzer och Daniel Graf            | Tyskland  |
| 3   | Martina Glagow och Michael Greis          | Tyskland  |
| 4   | Kati Wilhelm och Ricco Gross              | Tyskland  |
| 5   | Andrea Henkel och Alexander Wolf          | Tyskland  |
| 6   | Simone Denkinger och Christoph Knie       | Tyskland  |
| 7   | Florence Baverel-Robert & Julien Robert   | Frankrike |
| 8   | Sylvie Becaert & Vincent Defrasne         | Frankrike |
| 9   | Linda Grubben & Ole Einar Bjørndalen      | Norge     |
| 10  | Tora Berger & Halvard Hanevold            | Norge     |
| 11  | Anna Bogali-Titovets & Dmitrij Jarosjenko | Ryssland  |
| 12  | Michela Ponza & Rene Vuillermoz           | Italien   |

## Masstart
| Nr | Namn                                      | Land | Tid       |
| -- | ----------------------------------------- | ---- | --------- |
| 1  | Florence Baverel-Robert & Julien Robert   | FRA  | 32.05,8   |
| 2  | Linda Grubben & Ole Einar Bjørndalen      | NOR  | +3,9      |
| 3  | Sylvie Becaert & Vincent Defrasne         | FRA  | +38,3     |
| 4  | Magdalena Neuner & Michael Rösch          | GER  | +51,4     |
| 5  | Anna Bogali-Titovets & Dmitrij Jarosjenko | RUS  | +55,3     |
| 6  | Kathrin Hitzer & Daniel Graf              | GER  | +1.11,6   |
| 7  | Martina Glagow & Michael Greis            | GER  | +1.35,8   |
| 8  | Kati Wilhelm & Ricco Gross                | GER  | +1.36,4   |
| 9  | Andrea Henkel & Alexander Wolf            | GER  | +2.19,2   |
| 10 | Simone Denkinger & Christoph Knie         | GER  | +2.46,3   |
| 11 | Tora Berger & Halvard Hanevold            | NOR  | +3.00,6   |
| 12 | Michela Ponza & Rene Vuillermoz           | ITA  | Starta ej |

## Jaktstart
| Nr | Namn                                      | Land | Tid     |
| -- | ----------------------------------------- | ---- | ------- |
| 1  | Linda Grubben & Ole Einar Bjørndalen      | NOR  | 31.17,0 |
| 2  | Florence Baverel-Robert & Julien Robert   | FRA  | +1.06,9 |
| 3  | Martina Glagow & Michael Greis            | GER  | +2.15,0 |
| 4  | Anna Bogali-Titovets & Dmitrij Jarosjenko | RUS  | +2.20,2 |
| 5  | Kathrin Hitzer & Daniel Graf              | GER  | +2.22,2 |
| 6  | Magdalena Neuner & Michael Rösch          | GER  | +2.30,7 |
| 7  | Sylvie Becaert & Vincent Defrasne         | FRA  | +2.35,1 |
| 8  | Andrea Henkel & Alexander Wolf            | GER  | +3.21,1 |
| 9  | Tora Berger & Halvard Hanevold            | NOR  | +3.27,1 |
| 10 | Kati Wilhelm & Ricco Gross                | GER  | Varvade |
| 11 | Michela Ponza & Rene Vuillermoz           | ITA  | Varvade |
| 12 | Simone Denkinger & Christoph Knie         | GER  | Varvade |